# Primož pri Šentjurju
Primož pri Šentjurju – wieś w Słowenii, w gminie Šentjur. W 2018 roku liczyła 254 mieszkańców.